# Bundeskrieg

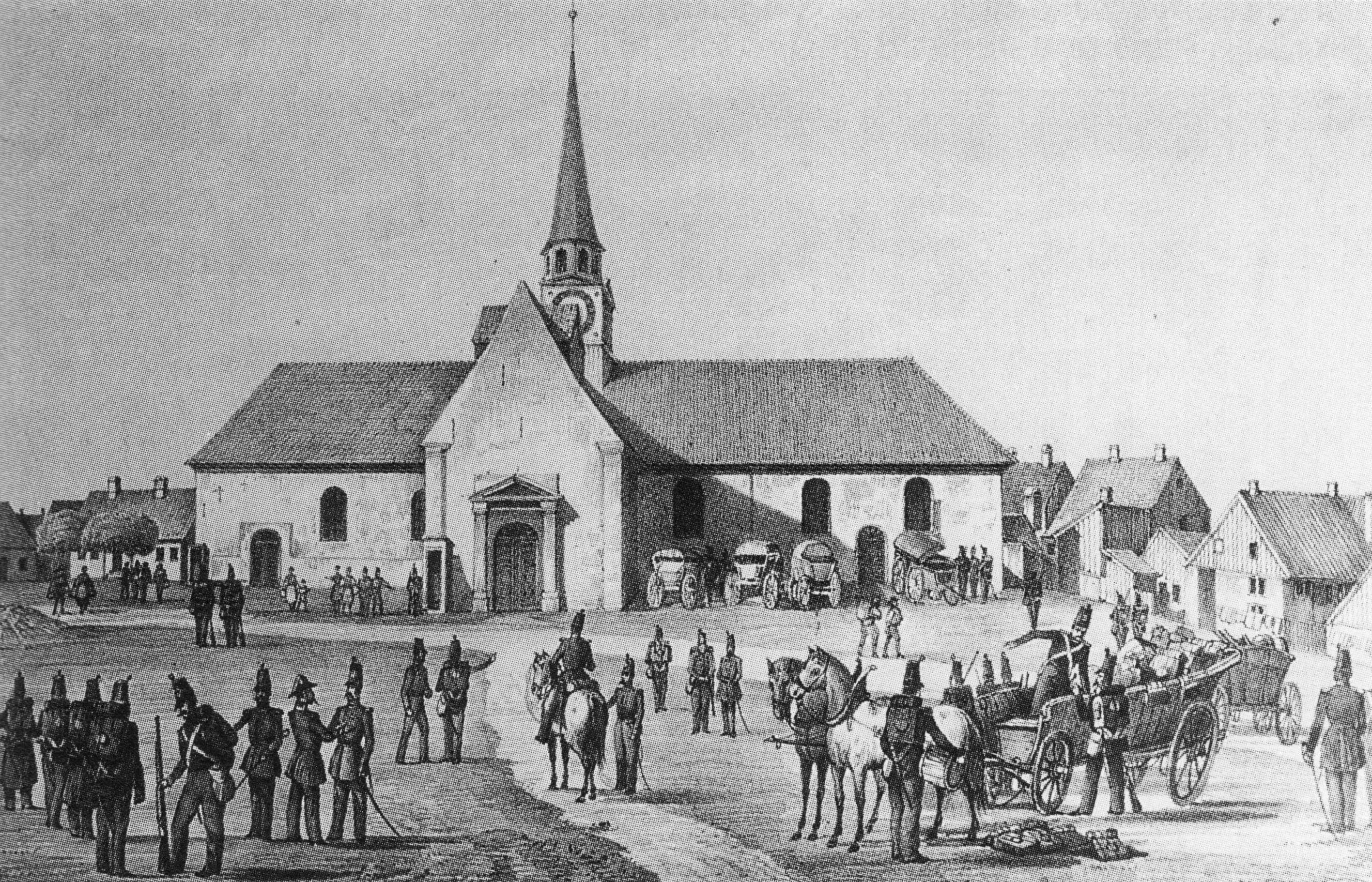
Bundeskrieg 1848: Bundestruppen bzw. Reichstruppen im schleswigschen Apenrade

Ein Bundeskrieg war ein Krieg, der durch den Deutschen Bund geführt wurde. Obwohl der Bund kein Nationalstaat war, konnte er laut Bundesakte Kriege erklären und Frieden schließen. Die Entscheidung über Krieg und Frieden oblag dem Deutschen Bundestag und damit den Mitgliedsstaaten, die im Bundestag vertreten waren. Der Bund hatte zwar ein Bundesheer, das bestand aber aus Kontingenten aus den Mitgliedsstaaten. Ein Bundesfeldherr wurde nur für den jeweiligen Kriegsfall eingesetzt.
In der Zeit des Bundes, also von 1815 bis 1866, ist es nur ein einziges Mal zum Bundeskrieg gekommen: Im Ersten Schleswig-Holsteinischen Krieg (1848 bis 1850 bzw. 1851) kämpften Bundestruppen gegen Dänemark. Weitere kriegerische Auseinandersetzungen der Epoche waren in rechtlicher Hinsicht kein Bundeskrieg.

## Bestimmungen und Maßnahmen
Der Bund hatte die Aufgabe, seine Mitgliedsstaaten vor fremden Staaten, aber auch vor anderen deutschen Staaten zu schützen. Grundsätzlich sah die Wiener Schlussakte nur Verteidigungskriege vor (Art. 35). Aus dem Wortlaut war aber zu verstehen, dass der Verteidigungskrieg auch präventiver oder offensiver Art sein konnte. So sollte es möglich sein, einen bevorstehenden Angriff abzuwehren. Der Bund verbot sich und seinen Mitgliedsstaaten Angriffskriege. Ein Mitgliedsstaat durfte außerdem nicht neutral bleiben, sondern musste mindestens mit den in der Bundesmatrikel festgeschrieben militärischen Mitteln helfen. Näheres über die militärische Organisation bestimmte ein Bundesgesetz, die „Bundeskriegsverfassung“.
Der Bund konnte auf Konfliktfälle reagieren durch:
- diplomatische Unterstützung, wenn ein Mitgliedsstaat in einen Konflikt geriet oder seine Rechte verletzt wurden,
- Verteidigungsmaßnahmen, wie die Mobilmachung des Bundesheeres, nach einer Entscheidung des Engeren Rates des Bundestages,
- den Bundeskrieg, und zwar
  - als vorbeugende Abwehr eines bevorstehenden Angriffes, worüber das Plenum des Bundestages mit Zweidrittelmehrheit entschied,
  - bzw. als automatisch eintretenden Kriegszustand bei einem Angriff auf das Bundesgebiet.[2]

Manche Mitgliedsstaaten wie Österreich lagen nur mit einem Teil ihres Staatsgebietes in den Grenzen des Deutschen Bundes. Kam es zum Krieg, galt dies nur dann als eine Angelegenheit des Bundes, wenn tatsächlich das Bundesgebiet betroffen war. Ansonsten war der Krieg „bundesfremd“. Allerdings konnte der Engere Rat mit Mehrheit entscheiden, dass auch dem Bundesgebiet Gefahr drohe.

## Abgrenzungen
Die Theorie trennte bundesfremde von Bundeskriegen. Bei einem Angriff auf das Bundesgebiet trat der Kriegszustand automatisch ein, ansonsten bedurfte es einer Bundestagsentscheidung. In der Realität hingegen ließen sich diese Unterscheidungen kaum treffen: Ein europäischer Krieg hätte die Trennlinien verwischt. Wenn der Bundestag gewartet hätte, bis ein Krieg unter österreichischer oder preußischer Beteiligung die Bundesgrenzen erreichte, wäre es zur wirksamen Verteidigung eventuell zu spät gewesen.
Von Bundeskriegen zu unterscheiden waren ferner die Bundesexekution und die Bundesintervention. Eine Bundesexekution richtete sich gegen einen Mitgliedsstaat, der Bundesrecht brach oder auf andere Weise gemaßregelt werden musste (etwa wegen eines Angriffs auf andere Mitgliedsstaaten). Eine Bundesintervention hingegen kam der Regierung eines Mitgliedsstaates zur Hilfe, wenn Aufständische die Ordnung bedrohten.

## Kriegerische Auseinandersetzungen
In der Geschichte des Deutschen Bundes kam es nur zu einem einzigen Bundeskrieg. Der dänische König war zeitgleich Herzog von Schleswig und Herzog von Holstein. Nach dem Ripener Vertrag von 1460 durften beide Herzogtümer nicht voneinander getrennt werden. Im März 1848 kündigte der dänische König aber an, Schleswig dem Königreich Dänemark einzuverleiben. In Holstein bildete sich eine deutsche Regierung, die den Bundestag um Hilfe bat. Am 4. und 12. April 1848 ergingen Beschlüsse des Bundestags, die die Abwehrmaßnahmen der Staaten im 10. Bundeskorps (Preußen und weitere Staaten) billigten und die Besetzung Schleswigs anordneten. So sollten die Rechte Holsteins, eines Bundesmitgliedes, verteidigt werden.
Der Bundestag stellte seine Tätigkeit im Juli 1848 ein, seine Befugnisse aber wurden von der Provisorischen Zentralgewalt übernommen. An die Stelle der Zentralgewalt trat im Dezember 1849 die Bundeszentralkommission. Der Bundeskrieg endete am 2. Juli 1850 mit einem Friedensschluss, den Preußen im Namen des Bundes unterzeichnete. Der Krieg an sich dauerte noch bis in das Jahr 1851, allerdings waren in dieser Zeit die Schleswig-Holsteiner auf sich alleine gestellt.
Der Zweite Schleswig-Holsteinische Krieg, der Deutsch-Dänische Krieg von 1864, war hingegen kein Bundeskrieg. Zwar beschloss der Bundestag eine Bundesexekution gegen den Landesherrn von Holstein (den dänischen König). Der Krieg Österreichs und Preußen gegen Dänemark im selben Jahr, bei dem Schleswig besetzt wurde, war hingegen rechtlich gesehen ein bundesfremder Krieg. 
Der Deutsche Krieg von 1866 war aus Sicht Österreichs, vereinfacht gesagt, eine Bundesexekution. Genauer war es eine „vorläufige Maßregel“ gegen eine unerlaubte Selbsthilfe (Art. 19 Wiener Schlussakte) Preußens, das seine Rechte in Bezug auf Holstein verletzt gesehen hatte und daher in Holstein einmarschiert war. Preußen hingegen hielt damals den Bund bereits für aufgelöst und sah in den militärischen Auseinandersetzungen einen Krieg im rein völkerrechtlichen Sinne.
Einen Sonderfall stellt die Situation während des Krimkrieges dar. Damals bestand die konkrete Gefahr, dass Österreich in einen militärischen Konflikt gegen Russland geriet. Österreich und Preußen schlossen am 20. April 1854 ein Schutz- und Trutzbündnis, das für die gesamten Gebiete dieser beiden Staaten galt. Diesem Bündnis trat der Deutsche Bund bei (24. Juli); er beschloss obendrein (9. Dezember), dass auch die österreichischen Truppen in den Donaufürstentümern zu schützen waren. Im Sardinischen Krieg 1859 hingegen verhinderte Preußen die Feststellung, dass das Bundesgebiet bedroht sei. So blieb dieser Krieg eine bundesfremde Auseinandersetzung, an der auf deutscher Seite nur Österreich beteiligt war.

## Belege
1. ↑  Ernst Rudolf Huber: Deutsche Verfassungsgeschichte seit 1789. Band I: Reform und Restauration 1789 bis 1830. 2. Auflage, Verlag W. Kohlhammer, Stuttgart [u. a.] 1967, S. 607/608.
2. ↑  Ernst Rudolf Huber: Deutsche Verfassungsgeschichte seit 1789. Band I: Reform und Restauration 1789 bis 1830. 2. Auflage, Verlag W. Kohlhammer, Stuttgart [u. a.] 1967, S. 607.
3. ↑  Ernst Rudolf Huber: Deutsche Verfassungsgeschichte seit 1789. Band I: Reform und Restauration 1789 bis 1830. 2. Auflage, Verlag W. Kohlhammer, Stuttgart [u. a.] 1967, S. 608.
4. ↑  Ernst Rudolf Huber: Deutsche Verfassungsgeschichte seit 1789. Band III: Bismarck und das Reich. 3. Auflage, W. Kohlhammer, Stuttgart u. a. 1988, S. 543.
5. ↑  Ernst Rudolf Huber: Deutsche Verfassungsgeschichte seit 1789. Band II: Der Kampf um Einheit und Freiheit 1830 bis 1850. 3. Auflage, Verlag W. Kohlhammer, Stuttgart [u. a.] 1988, S. 669.
6. ↑  Ernst Rudolf Huber: Deutsche Verfassungsgeschichte seit 1789. Band I: Reform und Restauration 1789 bis 1830. 2. Auflage, Verlag W. Kohlhammer, Stuttgart [u. a.] 1967, S. 608/609.
7. ↑  Michael Kotulla: Deutsche Verfassungsgeschichte. Vom Alten Reich bis Weimar (1495–1934). Springer, Berlin 2008, S. 391.
8. ↑  Ernst Rudolf Huber: Deutsche Verfassungsgeschichte seit 1789. Band III: Bismarck und das Reich. 3. Auflage, W. Kohlhammer, Stuttgart u. a. 1988, S. 543.
9. ↑  Ernst Rudolf Huber: Deutsche Verfassungsgeschichte seit 1789. Band I: Reform und Restauration 1789 bis 1830. 2. Auflage, Verlag W. Kohlhammer, Stuttgart [u. a.] 1967, S. 609.